# Toutes folles de lui
Pour plus de détails, voir Fiche technique et Distribution.
Toutes folles de lui est un film franco-italien réalisé par Norbert Carbonnaux et sorti en 1967.

## Synopsis
Mathieu Gossin, naïf libraire parisien et gentil adepte du yoga, à la mort de sa tante Céline, hérite de son affaire de blanchisserie (la Société Européenne d'Expansion). Celle-ci sert de couverture à un important réseau de prostitution que Mathieu découvre à l'issue de ses inspections aux « succursales » de Rome et Berlin. Il n'est pas au bout de ses surprises quand il apprend qu'Antoine, le père de sa fiancée Mélina, est quelque peu impliqué dans l'affaire. Mathieu va devoir faire un compromis entre « sagesse de yogi » et « commerce de charme lucratif »... 

## Fiche technique
- Titre original : Toutes folles de lui
- Réalisation : Norbert Carbonnaux
- Scénario : Norbert Carbonnaux, François Fabert, Maurice Fabre et Didier Goulard
- Dialogues : Michel Audiard
- Musique : Serge Gainsbourg, Michel Colombier
- Photographie : Edmond Séchan
- Assistant opérateur : Yves Mirkine
- Son : William-Robert Sivel
- Montage : Monique Kirsanoff
- Décors : Georges Wakhévitch
- Pays de production :  France -  Italie
- Langue de tournage : français
- Producteur : Paul-Edmond Decharme
- Sociétés de production : Sud-Pacifique Films (France), Daiano Film (Italie)
- Société de distribution : Prodis
- Format : couleur (Eastmancolor) — 35 mm — 2.35:1 (Techniscope) — son monophonique
- Genre : Comédie
- Durée : 80 minutes
- Date de sortie : 
  - France : 24 mai 1967
- Affiche : Vanni Tealdi (France)

## Distribution
- Robert Hirsch : Mathieu Gossin
- Sophie Desmarets : Hélène Maccard
- Julien Guiomar : Antoine Bascou
- Jean-Pierre Marielle : le révérend père Fouquet
- Maria Latour : Lily
- Jacqueline Coué : Mélina
- Judith Magre : la voyante
- Georges Chamarat : maître Liotard
- Hélène Dieudonné : la marquise
- Amarande : une teinturière
- Serge Gainsbourg
- Edwige Fenech : Gina